# 見砂直照
見砂 直照（みさご ただあき、1909年8月30日 - 1990年6月20日）は日本のジャズミュージシャン、バンドマスター。石川県金沢市出身。自身のバンド「見砂直照と東京キューバン・ボーイズ」を率いた。
父は追分節の名手である見砂東楽、息子は2005年に再結成した東京キューバン・ボーイズのリーダー・見砂和照（みさご かずあき）。また、娘が岩佐徹（フジテレビ・WOWOWの元アナウンサー）と結婚したことから、岩佐にとっては義父に当たる。

## 略歴
- 1933年3月　東洋音楽学校（現東京音楽大学）チェロ科卒業。軽音楽の分野で活動を始め次第に中南米音楽に魅せられる。
- 1949年9月　ラテンバンド「東京キューバン・ボーイズ」結成。
- 1976年11月　紫綬褒章受章。軽音楽の分野では初の受章者となった[4]。
- 1980年1月　東京キューバン・ボーイズ解散コンサート。

## 著書
- 『ラテン・リズム入門』(東亜音楽社、1967年)
- フェルナンド オルティス『アフロ・キューバ音楽に於ける打楽器の起源と発達―太鼓物語』（音楽之友社、1979年） - 翻訳